# Musiketnologi
Musiketnologi är det vetenskapliga studiet av musik i dess sociala och kulturella sammanhang. Det vetenskapliga fältet omfattar skilda teoretiska och metodiska angreppssätt som betonar kulturella och sociala dimensioner i musik, istället för att fokusera enbart musikens klingande aspekter. Till musiketnologin räknas i vissa sammanhang även musikarkeologin (se nedan). 
Termen musiketnologi har sitt ursprung i engelskans ethnomusicology, som först myntades av Jaap Kunst från de grekiska orden ἔθνος (ethnos, ung. "nation"), μουσική (mousike, "musik") och "logia" (lära/vetenskap). I sin första fas i utvecklingen från jämförande musikvetenskap på 1950-talet, handlade musiketnologi främst om icke-västerländsk musik, men sedan flera decennier har ämnet inkluderat studier av all världens musik (inklusive västerländsk konstmusik och populärmusik) från antropologiska, sociologiska och interkulturella perspektiv. Den amerikanske musiketnologen Bruno Nettl har påpekat att musiketnologin är en produkt av det Västerländska tänkandet; och en annan amerikansk musiketnolog, Jeff Todd Titon, har beskrivit det som studiet av "människor som gör musik".
Även om det inte finns en enda officiell definition av musiketnologi, så tenderar ledande forskare vara överens om några inslag. Dels ser musiketnologer på musik ur mer än ett rent klangmässigt och historiskt perspektiv, och ser istället på musikens roll inom en kultur, musik som kultur, och musik som en spegling av kulturen. Dels så delar många musiketnologiska studier gemensamma metoder som ingår i etnografiskt fältarbete, ofta i form av fältarbete bland dem som gör musiken, genom att lära sig språk och musik själv, och genom att ta på sig rollen som en deltagande observatör i att lära sig att utföra en musikalisk tradition, en praxis som Mantle Hood kallat "bi-musikalitet". I musikaliskt fältarbete ingår ofta också att samla in inspelningar och kontextuell information om den studerade musiken, till exempel genom kvalitativa forskningsintervjuer. Men det finns också kritik mot att betonandet av utövande bland musiketnologer har lett till att utestänga andra perspektiv i musikalisk kommunikation, t.ex. publik, arrangörer eller andra avnämare.

## Historia
Medan musikvetenskap traditionellt sett har intresserat sig för den Västerländska konstmusikens historia och verk, så har musiketnologin utvecklats som studiet av all musik som en social och kulturell företeelse. Oskar Kolberg brukar betraktas som en av de tidigaste Europeiska musiketnologerna då han började samla på polska sånger 1839. Jämförande musikvetenskap, den främsta föregångaren till musiketnologin, uppstod i slutet av 1800- och början av 1900-talen. Det Internationella Musikaliska Sällskapet i Berlin 1899 var ett av musiketnologins första centra. Jämförande musikvetenskap och den tidiga musiketnologin tenderade fokusera på icke-Västerländsk musik, men på senare decennier har området utökats till att omfatta studier av den Västerländska musiken ur ett etnografiskt perspektiv. Skiljelinjerna mot både musikvetenskap och andra närliggande ämnen är idag inte lika självklara som då ämnet etablerades, delvis på grund av den s.k. "kulturella vändningen" som musikvetenskapen genomgått.
International Council for Traditional Music (grundad 1947) och amerikanska Society for Ethnomusicology (grundad 1955) är de största akademiska organisationerna för musiketnologi.

## Musiketnologi i Sverige
Musiketnologi som beskrivning av ett vetenskapligt område har använts i Sverige sedan andra hälften av 1980-talet, även om det förekommit som beskrivning av internationell forskning också tidigare. Termen introducerades i samband med ett besök av den amerikanske musiketnologen Mark Slobin i Sverige hösten 1986. Området har inte institutionaliserats i Sverige, utan forskning och undervisning bedrivs inom ramen för framförallt musikvetenskap, etnologi och antropologi. Viktiga för etablerandet av musiketnologi i Sverige var bland andra Krister Malm, Märta Ramsten, Owe Ronström, Gunnar Ternhag och Dan Lundberg. Antologin "Musik och kultur" (1990) introducerade musiketnologin för en bredare svensk läsekrets. Att man trots de starka banden till amerikansk musiketnologi i Sverige valde namnet "musiketnologi" och inte den ordagranna översättningen "etnomusikvetenskap", avspeglar inte någon skillnad i vetenskapliga utgångspunkter. Men eftersom det inte funnits en institutionell hemmahörighet är musiketnologi eventuellt mer av en mång- eller tvärvetenskap med inslag från olika human- och samhällsvetenskaper i Sverige än i andra länder. 
Svenska musiketnologer har ägnat sig åt bland annat historiska  och samtida undersökningar av den svenska folkmusiksfären , olika etniska gruppers musikanvändning  , historiebruk i populärmusik, kulturhistoriska biografier över enskilda musiker, folklig vokalmusik  och musik, medier och mångfald. Den svenska avdelningen av International Council for Traditional Music har i många år organiserat musiketnologer i Sverige. Svenskt visarkiv (vid Statens Musikverk) har utgjort ett centrum för musiketnologisk forskning. Svenskt visarkiv ger ut den vetenskapliga tidskriften Puls – musik- och dansetnologisk tidskrift som är en årligen utkommande öppen elektronisk publikation. Tidskriftens inriktning är bred med utgångspunkt i musik- och dansetnologi och omfattar även andra delar av musikvetenskap och dansforskning, folkloristik, litteraturvetenskap och andra kulturvetenskaper.

## Musikens uttryck och funktion
För förståelsen av högkulturens musik har kännedomen om naturfolkens utomordentlig betydelse. Ett genomgående drag är den magisk-kultiska funktionen. Musiken är besvärjande. Den gäller jakt, krig, fruktsamhet, fördrivande av onda andar etc.
Sättet att framföra sången – det är huvudsakligen vokalmusik det rör sig om – är av stor vikt. Förändringar i röstläge och volym samt växlingar mellan sång och skrik är betydelsefulla medel. Den sociala funktionen är också viktig.
Motiviskt rör sig musiken hos t. ex. eldsländarna med mycket litet material ofta endast ett par toner, medan t. ex. afrikanska folk har betydligt mera utvecklad melodik. Men även där motiven är små och korta har rytmen stor betydelse. Förlängningar och förkortningar, accentförändringar etc. ger stark variation.
De rytmiska grupperna, t. ex. 5- och 7-grupper, skiljer sig starkt från europeiska mönster, så mycket mera som att accenten inom grupperna ofta varieras. Också ifråga om intervall förekommer stora variationer. Först med användningen av melodiinstrument stabiliserades intervallen.
Rytminstrument har genomgående en viktig uppgift. I många former av primitiv musik är lagbundenheten påfallande. En sorts rondoidé med huvudmotivet upprepat är vanlig. I synnerhet i Afrika förekommer växelsång mellan försångare och kör. En viss flerstämmighet har uppstått ur denna, ibland med ett underliggande ostinato, ibland med kvart-, kvint- eller oktavparalleller.

## Forskning och musikarkeologi
Användningen av begreppet "musik" är problematiskt inom förhistoria. Det kan vara att, som i traditionell musik en stor del av Afrika söder om Sahara, begreppet "musik" som vi förstår det var något annorlunda. Många språk har traditionella villkor för musik som innehåller dans, religion eller kult. 
Sammanhangen i vilka den förhistoriska musiken ägde rum har också blivit föremål för många studier, då ljudet från musik i förhistorien skulle ha varit något annorlunda beroende på den befintliga akustiken. Området arkeoakustik använder akustiska tekniker för att utforska förhistoriska ljud, ljudformer och instrument, och har omfattat studier av klingande stenar och litofoner av akustiken på rituella platser såsom kammargravar och stensättningar, och utforskning av förhistoriska instrument med hjälp av akustisk testning. Sådant arbete har omfattat akustiska fälttester för att hitta och analysera impulssvar på arkeologiska platser.
Den moderna musiketnologin anses ha introducerats 1959, då nederländaren Jaap Kunst gav ut sitt arbete Ethnomusicology  (denna skrift gav även upphov till den engelskspråkiga benämningen på ämnet). Härigenom skedde en övergång från en deskriptiv och systematiserande vetenskap till en problematiserande samtidigt som forskningen befriades från inflytande av kolonialismen. Den tidigare forskningen hade haft sin tyngdpunkt i Tyskland, där den benämndes Vergleichende Musikwissenschaft (jämförande musikvetenskap), men den nyare kom främst att bedrivas i USA. I och med förnyelsen kom även tyskan att ersättas av engelskan som dominerande språk inom ämnet.
I USA är även benämningen music anthropology vanlig, något som sammanhänger med de amerikanska forskarnas starka betoning av antropologiska synsätt och inriktning på avlägsna kulturer. I Sverige används beteckningen musikantropologi främst vad gäller studier av utomeuropeiska kulturer.